# Geoffroy de Charnay
Geoffroy de Charnay (auch: Geoffroy de Charney; * um 1251; † 18. März 1314 in Paris) war ein Ritter des Templerordens und wurde 1314 zusammen mit Jacques de Molay hingerichtet.
Er entstammte einer adligen Familie und wurde mit etwa 18 Jahren in den Templerorden aufgenommen.
Im Jahre 1283 wurde er Präzeptor von Fresnes, 1294 von Villemoisson, 1295 von Fretay und 1307 von der Normandie. Bei einem Präzeptor handelt es sich in diesem Fall nicht um einen Lehrmeister, sondern um einen Hauptverantwortlichen. 
Als im Jahre 1307 die Verfolgungen der Templer begannen, wurde auch de Charnay verhaftet. De Charney und Jacques de Molay wurden gefoltert und sagten aus, dass die Anschuldigungen gegen den Orden wahr seien. Aufgrund dieser Geständnisse lautete das Urteil lebenslange Haft. De Charnay und de Molay wehrten sich gegen dieses Urteil. Sie widerriefen ihre Geständnisse und sagten aus, dass die Anschuldigungen falsch seien und der Orden unschuldig sei. Beide wurden zu Wiederholungstätern erklärt, und zum Tode verurteilt. 
Am Abend des 18. März 1314 wurde de Charnay zusammen mit Jacques de Molay auf dem Scheiterhaufen auf dem Place Dauphine verbrannt.
Gemäß den genealogischen Forschungen von Noel Currer-Briggs war der namensähnliche Geoffroy de Charny, der erste nachweisbare Eigentümer des Turiner Grabtuchs, sein Neffe.